# Wereldkampioenschap voetbal 2006 (halve finale) Duitsland - Italië
Deze pagina is een subpagina van het artikel Wereldkampioenschap voetbal 2006. Hierin wordt de wedstrijd in de halve finale tussen Duitsland en Italië gespeeld op 4 juli nader uitgelicht.

## Wedstrijdgegevens
| Datum                | 4 juli 2006                 | 4 juli 2006                 |
| Stadion              | Signal Iduna Park, Dortmund | Signal Iduna Park, Dortmund |
| Toeschouwers         | 65.000                      | 65.000                      |
| Scheidsrechter       | Benito Archundia            | Benito Archundia            |
| Assistenten          | José Ramírez Hector Vergara | José Ramírez Hector Vergara |
| Vierde man           | Toru Kamikawa               | Toru Kamikawa               |
| Man van de wedstrijd | Andrea Pirlo                | Andrea Pirlo                |
|                      | Duitsland                   | Italië                      |
| Doelpunten           | 0                           | 2                           |
| Gele kaarten         | 2                           | 1                           |
| Rode kaarten         | 0                           | 0                           |
| Wissels              | 3                           | 3                           |
| Schoten op doel      | 2                           | 10                          |
| Schoten naast doel   | 13                          | 15                          |
| Overtredingen        | 21                          | 19                          |
| Hoekschoppen         | 4                           | 12                          |
| Buitenspel           | 2                           | 11                          |
| Strafschoppen        | 0                           | 0                           |
| Balbezit (tijd)      | 30"00                       | 40"00                       |
| Balbezit (%)         | 43%                         | 57%                         |

| Duitsland | 0 – 2 na verlenging | Italië |
| | goals (assist)      | 119' Fabio Grosso 120+1' Alessandro Del Piero |
| Jürgen Klinsmann | bondscoach          | Marcello Lippi |
| Jens Lehmann Arne Friedrich Sebastian Kehl Miroslav Klose ( 111' ET) Michael Ballack Philipp Lahm Per Mertesacker Tim Borowski ( 73') Bernd Schneider ( 83') Lukas Podolski Christoph Metzelder | opstellingen        | Gianluigi Buffon Fabio Grosso Fabio Cannavaro Gennaro Gattuso Luca Toni ( 74') Francesco Totti Mauro Camoranesi ( 91') Gianluca Zambrotta Simone Perrotta ( 104' ET) Andrea Pirlo Marco Materazzi |
| Bastian Schweinsteiger ( 73') David Odonkor ( 83') Oliver Neuville ( 111' ET) | wissels             | Alberto Gilardino ( 74') Vincenzo Iaquinta ( 91') Alessandro Del Piero ( 104' ET) |
| Tim Borowski 40' Christoph Metzelder 56' | gele kaarten        | 90' Mauro Camoranesi |
| | rode kaarten        | |

## Nabeschouwing
Dit was de eerste nederlaag van het Duitse elftal in Dortmund in de geschiedenis. En een record hield stand: nog nooit wisten de Duitsers op een Wereldkampioenschap van Italië te winnen.

## Overzicht van wedstrijden
| Groepswedstrijden | | | |
| Groep A | Groep B | Groep C | Groep D |
| Duitsland - Costa Rica Polen - Ecuador Duitsland - Polen Ecuador - Costa Rica Ecuador - Duitsland Costa Rica - Polen             | Engeland - Paraguay Trinidad en Tobago - Zweden Engeland - Trinidad en Tobago Zweden - Paraguay Zweden - Engeland Paraguay - Trinidad en Tobago | Argentinië - Ivoorkust Servië en Montenegro - Nederland Argentinië - Servië en Montenegro Nederland - Ivoorkust Nederland - Argentinië Ivoorkust - Servië en Montenegro | Mexico - Iran Angola - Portugal Mexico - Angola Portugal - Iran Portugal - Mexico Iran - Angola                               |
| Groep E | Groep F | Groep G | Groep H |
| Italië - Ghana Verenigde Staten - Tsjechië Italië - Verenigde Staten Tsjechië - Ghana Tsjechië - Italië Ghana - Verenigde Staten | Australië - Japan Brazilië - Kroatië Brazilië - Australië Japan - Kroatië Japan - Brazilië Kroatië - Australië                                  | Frankrijk - Zwitserland Zuid-Korea - Togo Frankrijk - Zuid-Korea Togo - Zwitserland Togo - Frankrijk Zwitserland - Zuid-Korea                                           | Spanje - Oekraïne Tunesië - Saoedi-Arabië Spanje - Tunesië Saoedi-Arabië - Oekraïne Saoedi-Arabië - Spanje Oekraïne - Tunesië |
| Achtste finales | | | |
| Duitsland - Zweden Argentinië - Mexico                                                                                           | Italië - Australië Zwitserland - Oekraïne | Engeland - Ecuador Portugal - Nederland | Brazilië - Ghana Spanje - Frankrijk                                                                                           |
| Kwartfinales | | | |
| Duitsland - Argentinië | Italië - Oekraïne | Engeland - Portugal | Brazilië - Frankrijk |
| Halve finales | | | |
| Duitsland - Italië | Duitsland - Italië | Portugal - Frankrijk | Portugal - Frankrijk |
| Troostfinale | | | |
| Duitsland - Portugal | | | |
| Finale | | | |
| Italië - Frankrijk | | | |